# Анелизе Микел
Ана Елизабет „Анелизе“ Микел (на немски: Anna Elisabeth „Anneliese“ Michel) е германка, която претърпява 67 католически ритуала на екзорсизъм през годината преди смъртта ѝ. Умира вследствие на недохранване, за което родителите ѝ и един свещеник са осъдени за убийство по небрежност. Диагностицирана е с епилептична психоза (епилепсия на темпоралния лоб) и има анамнеза за психиатрично лечение, което като цяло не е ефективно.
Когато Микел е на 16, тя изпитва конвулсии и е диагностицирана с психоза, причинена от епилепсия на темпоралния лоб. Скоро след това тя е диагностицирана и с депресия и е лекувана в психиатрична болница. Когато навършва 20, тя става нетолерантна към различни религиозни обекти и започва да чува гласове. Състоянието ѝ се влошава въпреки лекарствата, започва да мисли за самоубийство и проявява други симптоми, за които също приема лекарства. След приемането на психични лекарства в продължение на 5 години, тя не се подобрява. Това кара семейството ѝ да вярва, че е обсебена от демон. В резултат, семейството ѝ решава да апелира към католическата църква за екзорсизъм. Макар и отхвърлена в началото, след много колебания, двама свещеници получават разрешение от местния епископ през 1975 г. Свещениците започват да провеждат ритуали на екзорсизъм и родителите спират да се консултират с лекари. Анелизе Микел спира да яде храна и умира поради недохранване и дехидратация след 67 ритуала на екзорсизъм. Родителите ѝ и двамата католически свещеници са признати за виновни за убийство по небрежност и са осъдени на 6 месеца затвор (намален до 3 години пробация), както и глоба. И двамата свещеници казали, че демоните са се идентифицирали като Луцифер, Каин, Юда Искариотски, Адолф Хитлер и Нерон.
Филмът от 2005 Екзорсизмът на Емили Роуз е основан на нейната история. Други филми, базирани на живота на Микел са „Реквием“ (2006) и "Anneliese: The Exorcist Tapes" (2011).

## Ранен живот
Ана Елизабет Микел е родена на 21 септември 1952 г. в Лайбфлинг, Бавария, Западна Германия в католическо семейство с 3 други сестри. Била е религиозна и е ходела на литургии два пъти седмично. На 16 г. изпитва конвулсии и е диагностицирана с епилепсия на темпоралния лоб. През 1973 г. се завършва гимназия и започва да учи в Вюрцбургския университет. Съучениците ѝ я описват като „отдръпната и много религиозна“.

## Психиатрично лечение
През юни 1970 г. Микел претърпява третия си апоплектичен пристъп в психиатричната болница, в която е настанена. Предписани са ѝ лекарства против гърчове, включително Дилантин, които не облекчават проблема. Тя започва да описва как вижда „дяволски лица“ по различно време на деня. Същия месец ѝ е предписано друго лекарство, Aolept, което е подобно на хлорпромазин и се използва за лечение на различни психози, включително шизофрения, нарушено поведение и заблуди. Към 1973 г. тя страда от депресия и започва да халюцинира, докато се моли, и се оплаква, че чува гласове, които ѝ казват, че е „прокълната“ и ще „изгние в ада“. Лечението ѝ в психиатрия не подобрява здравето ѝ и депресията ѝ се влошава. Дългосрочното лечение също не помага и тя става все по-разочарована от медицинската намеса, приемайки фармакологични лекарства в продължение на 5 години. Микел изпитва непоносимост към християнските свещени места и предмети, като разпятието.
Анелизе Микел отива в Сан Джорджо Пиачентино със семеен приятел, които редовно организира християнски поклонения. Той стига до заключението, че Микел страда от демонично обсебване, заради това че тя е неспособна да мине покрай разпятие и отказва да пие водата на свещен християнски извор.
| „ | Анелиз ми каза, и фрау Хайн потвърди това, че тя е неспособна да влезе в светилище. Тя го приближи с голямо колебание и после каза, че почвата гори като огън и тя просто не може да го понесе. След това тя обиколи светилището и се опита да се приближи от задната страна. Тя погледна хората, които коленичиха в района около малката градина, и ѝ се стори, че докато се молеха, скърцаха със зъби. Стигна до края на малката градина, след което трябваше да се обърне назад. Идвайки отново отпред, тя трябваше да отклони погледа си от картината на Христос [в параклиса на къщата]. Тя стигна няколко пъти до градината, но не можа да мине покрай нея. Тя също така отбеляза, че вече не може да гледа медали или изображения на светци; те искряха толкова много, че тя не можеше да издържи. | “ |

 - Отец Алт
Микел и семейството ѝ се консултират с няколко свещеници, искайки екзорсизъм. Свещениците отказали, препоръчвайки продължаване на медицинското ѝ лечение и информирали семейството, че за екзорсизъм се изисква разрешението на епископа. В католическата църква официално одобрение за екзорсизъм се дава, когато лицето стриктно отговаря на зададените критерии, след което се счита, че страда от обладаване(infestatio) и е под демоничен контрол. Интензивната неприязън към религиозните предмети и свръхестествените сили са едни от първите индикации. Микел се влошава физически и проявява агресия, самонараняване, пие собствената си урина и яде насекоми. През ноември 1973 г. Микел започва лечението си с Тегретол, лекарство против припадъци и стабилизатор на настроението. По време на религиозните ритуали ѝ били предписвани антипсихотични лекарства, които тя приемала често до известно време преди смъртта си. Въпреки приемането на тези невролептични лекарства, симптомите на Микел се влошават и тя започва „да ръмжи, да вижда демони, да хвърля неща“.

## Екзорсизъм
Свещеникът Ърнст Алт, с когото се срещат, виждайки Микел, заявява, че „тя не прилича на епилептик“ и че той не вижда тя да има припадъци. Алт вярва, че тя страда от демонично обсебване и призовава местния епископ да разреши екзорсизъм. В писмо до Алт през 1975 г. Микел пише: "Аз съм нищо; всичко в мен е празнота. Какво да направя? Трябва да се подобря. Ти се моли за мен" и също веднъж му каза: „Искам да страдам за другите хора... но това е толкова жестоко“. През септември същата година епископ Йозеф Щангл разрешава на свещеник Арнолд Ренц да проведе екзорсизъм, но разпорежда да е в пълна тайна. Ренц извършва първия ритуал на 24 септември. Микел започва да говори все по-често за „умирането, за да изкупи своенравната съвременна младост и отстъпниците свещеници на съвременната църква“ и тя отказва да яде към края. В този момент родителите ѝ спират да се консултират с лекари по нейно искане и разчитат единствено на обредите на екзорсизъм. 67 ритуали на екзорсизъм; една или две всяка седмица, с продължителност до 4 часа, се извършват в продължение на около 10 месеца през 1975–1976 г.

## Смърт
На 1 юли 1976 г. Микел умира в дома си. В доклада за аутопсията се посочва, че причината е недохранване и дехидратация поради това, че тя е била в състояние на полуглад почти година, докато са били извършвани ритуалите на екзорсизъм. Теглото на Микел е било само 30 кг, а коленете ѝ били счупени вследствие на продължително коленичене. Не е могла да се движи без чужда помощ и е било съобщено, че е получила пневмония.

## Обвинение
След разследване, държавният прокурор твърди, че смъртта на Микел е могла да бъде предотвратена дори една седмица преди тя да умре. През 1976 г. държавата обвинява родителите на Микел и свещениците Ернст Алт и Арнолд Ренц в убийство по небрежност. Родителите са защитавани от адвокат Ерих Шмит-Лайхнер; техните адвокати са спонсорирани от църквата. Държавата препоръчва да няма затворени лица; вместо това присъдата за свещениците е глоба, а прокуратурата стига до заключението, че родителите трябва да бъдат освободени от наказание, тъй като са „претърпели достатъчно“.

### Съдебен процес
Процесът започва на 30 март 1978 г. в окръжния съд и предизвиква голям интерес. Пред съда лекарите свидетелстват, че Микел не е била обладана, заявявайки, че това е психологически ефект заради строгото ѝ религиозно възпитание и епилепсията, но лекарят Ричард Рот, който е помолен за медицинска помощ от Алт, ѝ е казал по време на екзорсизма, че „няма инжекция срещу дявола, Анелиз“. Шмит-Лайхнер казва, че екзорсизмът е законен и че конституцията на Германия защитава граждани в неограничено упражняване на техните религиозни вярвания. Защитата пуснала записи на извършването на екзорсизма, понякога включващи това, за което се твърди, че „демони спорят“, за да отстоят твърдението си, че Микел е била обладана. И двамата свещеници казват, че демоните са се идентифицирали като Луцифер, Каин, Юда Искариот, Белиал, Легион, Хитлер и Нерон наред с други. По-нататък казват, че тя най-накрая е освободена поради екзорсизма непосредствено преди смъртта си.
Епископът казва, че не е бил наясно с тревожното ѝ здравословно състояние, когато е одобрил екзорсизма и не дава показания. Обвиняемите са признати за виновни в непредумишлено убийство в резултат на небрежност и са осъдени на 6 месеца затвор (което по-късно е преустановено) и 3 години пробация. Присъдата е далеч по-лека от очакваната, но е повече от искана от защитата, която искала свещениците да бъдат само глобени и родителите да бъдат признати за виновни, но не и наказани. Одобряването на такъв старомоден екзорсизъм от църквата, привлича вниманието на обществеността и медиите. Според Джон М. Дъфи случаят е погрешно идентифициране на психично заболяване.

## Ексхумация и последствия
След делото, родителите молят властите за разрешение за ексхумация на останките на дъщеря им. Официалната причина, представена от родителите пред властите, е, че Микел е била погребана прекалено набързо в евтин ковчег. Почти 2 години след погребението, на 25 февруари 1978 г. останките ѝ са поставени в нов дъбов ковчег, облицован с калай. Официалните доклади посочват, че тялото е имало признаци на постоянно влошаване. Обвиняемите екзорсисти не са допуснати да видят останките на Микел. Арнолд Ренц твърди по-късно, че не е допуснат до моргата. Гробът на Микел става и остава място за поклонение.
Броят на официално разрешените екзорсизми намалява в Германия поради този случай, въпреки подкрепата на папа Бенедикт XVI за по-широкото му използване в сравнение с папа Йоан Павел II, който през 1999 г. прави правилата по-строги, включващи само редки случаи.
На 6 юни 2013 г. в къщата, в която е живяла Анелизе Мишел, избухва пожар и въпреки че местната полиция заявява, че става въпрос за палеж, някои местни жители го приписват на случая с екзорсизма.